# Nordirlands distrikt
Nordirlands distrikt (local government districts) är den enda nivån för lokal förvaltning i Nordirland. Sedan år 2015 så finns det elva distrikt i Nordirland. Varje distrikt har ett fullmäktige (med mellan 40 och 60 ledamöter) som väljs i lokala val. Ett distrikt ansvarar bland annat för planering, avfalls- och återvinningstjänster, fritids- och samhällsservice, byggnadskontroll samt lokal ekonomisk och kulturell utveckling. Det har inte ansvar för utbildning, bibliotek, hälso- och sjukvård samt vägnät. 

## Historik
Grevskapen blev enheter för lokalt självstyre 1900, liksom i det som nu är republiken Irland. Belfast i grevskapet Antrim och Derry i grevskapet Derry blev grevskapsfria städer (county boroughs), vilket på Irland innebar att de stod utanför grevskapen och hade egna lordlöjtnanter. När Irland delades ändrades inte den lokala administrativa indelningen. Grevskapen ersattes 1973 av 26 distrikt som enheter för lokalt självstyre i Nordirland (men inte för lordlöjtnanterna). En reformprocess som inleddes av det nordirländska självstyret 2002 ledde till en plan för att slå samman distrikten till sju större distrikt, senare ändrat till elva. Sammanslagningen skulle ha skett 2011 men avbröts 2010, för att slutligen genomföras år 2015.

## Distrikt

Nordirlands distrikt.

| Distrikt                             | Folkmängd Census 2021 | Yta (km²) | Befolknings- täthet Invånare/km² | Nummer på kartan |
| ------------------------------------ | --------------------- | --------- | -------------------------------- | ---------------- |
| Antrim and Newtownabbey              | 145 661               | 571,43    | 255                              | 3                |
| Ards and North Down                  | 163 659               | 458,35    | 357                              | 2                |
| Armagh City, Banbridge and Craigavon | 218 656               | 1 331,68  | 165                              | 6                |
| Belfast                              | 345 418               | 132,96    | 2 598                            | 1                |
| Causeway Coast and Glens             | 141 746               | 1 979,58  | 71                               | 8                |
| Derry City and Strabane              | 150 756               | 1 237,30  | 122                              | 10               |
| Fermanagh and Omagh                  | 116 812               | 2 835,94  | 41                               | 11               |
| Lisburn and Castlereagh              | 149 106               | 503,58    | 296                              | 4                |
| Mid and East Antrim                  | 138 994               | 1 044,53  | 133                              | 7                |
| Mid Ulster                           | 150 293               | 1 823,03  | 82                               | 9                |
| Newry, Mourne and Down               | 182 074               | 1 628,28  | 112                              | 5                |

## Distrikt 1973–2015

Distrikt 1973–2015

- Antrim
- Ards
- Armagh
- Ballymena
- Ballymoney
- Banbridge
- Belfast
- Carrickfergus
- Castlereagh
- Coleraine
- Cookstown
- Craigavon
- Derry
- Down
- Dungannon and South Tyrone
- Fermanagh
- Larne
- Limavady
- Lisburn
- Magherafelt
- Moyle
- Newry and Mourne
- Newtownabbey
- North Down
- Omagh
- Strabane